# ملادن كرستاييتش
ملادن كرستاييتش (بالصربية: Младен Крстајић)‏ (مواليد 4 مارس 1974) هو لاعب كرة قدم سابقًا ومدرب حاليًا. كان يلعب مع منتخب صربيا والجبل الأسود لكرة القدم. سبق له أن لعب في كأس العالم لكرة القدم مع منتخب بلاده.

## مسيرته الكروية
لعب ملادن كرستاييتش خلال مسيرته الاحترافية مع 4 أندية في ثمانية عشر موسمًا وسجل خلالها 32 هدفًا ضمن 418 مباراة. حيث فاز في ثلاثة مواسم بالكأس وفي ستة مواسم بالدوري.
خاض ملادن كرستاييتش مسيرته مع نادي شباب كيكندة ‏ في موسم 1993–94 ولمدة موسمين، مشاركًا في 48 مباراة سجل خلالها هدفين. ثم انتقل إلى نادي بارتيزان في موسم 1995–96 في المرة الأولى ليلعب معه خمسة مواسم ثم في موسم 2009–10 ولمدة موسمين، حيث شارك طوالها في 127 مباراة سجل خلالها 12 هدفًا. لينتقل بعدها إلى نادي فيردر بريمن في موسم 2000–01 ليلعب معه أربعة مواسم، مشاركًا في 112 مباراة سجل خلالها 11 هدفًا. ثم انتقل إلى نادي شالكه 04 في موسم 2004–05 ليلعب معه خمسة مواسم، مشاركًا في 131 مباراة سجل خلالها 7 أهداف.

## روابط خارجية
- ملادن كرستاييتش على موقع الاتحاد الدولي (مؤرشف)  (الإنجليزية)
- ملادن كرستاييتش على موقع الاتحاد الأوربي (الإنجليزية)
- ملادن كرستاييتش على موقع قاعدة بيانات كرة القدم.إي يو (الإنجليزية)
- ملادن كرستاييتش على موقع بيانات كرة القدم. دي إي (الألمانية)
- ملادن كرستاييتش على موقع ناشيونال فوتبول تيمز (الإنجليزية)
- ملادن كرستاييتش على موقع Soccerbase.com (لاعب) (الإنجليزية)
- ملادن كرستاييتش على موقع Soccerway.com (الإنجليزية)
- ملادن كرستاييتش على موقع عالم كرة القدم.نت (الإنجليزية)